# The Wife - Vivere nell'ombra
The Wife - Vivere nell'ombra (The Wife) è un film del 2017 diretto da Björn Runge.
La pellicola è stata sceneggiata da Jane Anderson, adattando per il cinema il romanzo del 2003 The Wife scritto da Meg Wolitzer.

## Trama
1992. Joan Castleman è la moglie di Joe Castleman, il più grande scrittore degli ultimi tempi, che, oramai ultrasettantenne, ha vinto il premio Nobel per la letteratura, grazie al suo particolare e rivoluzionario stile di scrittura. Mentre si prepara ad accompagnare il marito a Stoccolma per la premiazione, insieme al figlio David, Joan ripensa agli anni passati al fianco del marito, al segreto su cui si è basato il suo successo, i quarant'anni di matrimonio insieme e al sacrificio che ha fatto per fargli raggiungere la fama passando sopra ai tradimenti e alle bugie. Joan è infatti la vera autrice dei suoi libri e nessuno all'infuori di loro lo sa, nemmeno la loro famiglia: lui è sempre stato l'autore delle idee su cui si basavano i loro libri, che poi Joan ha messo in parole, scrivendo romanzi di grande successo.
Nel contesto della vittoria del Nobel, tuttavia, Joan non regge più la pressione di una vita trascorsa nell'ombra, nonostante il suo talento: la donna inizia dunque a ritagliarsi del tempo per sé, durante il quale si ritrova a insieme a Nathaniel Bone, scrittore che le rivela di aver scoperto il loro segreto e le chiede una testimonianza per scrivere la biografia di suo marito Joe e la loro vera storia; lei, pur negando tutto, a poco a poco inizia a maturare l'intenzione di rivelare la verità e prendersi i riconoscimenti del suo lavoro di una vita. Al termine della cerimonia di premiazione, in cui lo scrittore ringrazia la moglie Joan nel suo discorso riconoscendole che non avrebbe mai ricevuto il premio senza il suo supporto e la sua costante presenza, Joan comunica al marito di voler interrompere il loro matrimonio e fra i due scoppia una lite durante la quale l'uomo è colto da un malore che si rivela fatale. Durante il viaggio di ritorno da Stoccolma, in aereo, Joan chiarisce a Nathaniel la sua posizione e lo minaccia di portarlo in tribunale se scriverà una biografia che diffama Joe Castleman: il mondo continuerà dunque a ricordare lui come un grande scrittore e lei come sua moglie. A questo punto, la donna decide di rivelare almeno alla famiglia cos'è davvero successo per tanti anni fra le mura della loro casa.

## Produzione

### Sviluppo
Il 16 maggio 2014 è stata annunciata la trasposizione del romanzo The Wife di Meg Wolitzer, con Glenn Close nel ruolo di protagonista.

### Cast
Il 30 gennaio 2015, su Variety è stato riferito che Frances McDormand, Logan Lerman, Brit Marling, Jonathan Pryce (nel ruolo del marito della protagonista) e Christian Slater si erano uniti al cast accanto alla Close.
Il 19 ottobre 2016, è stato confermato il coinvolgimento di Pryce e Slater, così come l'arrivo nel cast di Elizabeth McGovern, Max Irons e la figlia della Close, Annie Starke, nella versione più giovane della protagonista, al posto di McDormand, Lerman e Marling. Si è poi aggiunto al cast anche Harry Lloyd.
Glenn Close ha poi raccontato di aver inizialmente contattato Gary Oldman per la parte di suo marito Joe Castleman, ma l'attore in quel momento non era disponibile.

### Riprese
Le riprese del film si sono svolte interamente in Scozia, tra Glasgow, Edimburgo e la tenuta Arbigland Estate, sita in Dumfries.

## Distribuzione
La pellicola è stata presentata in anteprima mondiale al Toronto International Film Festival il 12 settembre 2017 per poi venir distribuita nelle sale cinematografiche statunitensi a partire dal 17 agosto 2018, mentre in quelle italiane dal 4 ottobre dello stesso anno.

## Accoglienza

### Incassi
Il film ha incassato quasi 20 milioni di dollari in tutto il mondo.

### Critica
Sul sito web Rotten Tomatoes il film riceve l'85% delle recensioni professionali positive, con un voto medio di 7.1/10, basato su 172 critiche. Invece su Metacritic il film ottiene un punteggio medio di 77 su 100, basato su 36 critiche, indicando "recensioni generalmente favorevoli".
Particolarmente apprezzata è stata l'interpretazione di Glenn Close, definita da alcuni critici come "una delle migliori di tutta sua carriera". Addirittura per la sua performance, l'attrice è stata candidata per l'Oscar alla miglior attrice, ed ha anche vinto il Golden Globe per la migliore attrice in un film drammatico.

## Riconoscimenti
- 2019 - Premio Oscar[13]
  - Candidatura per la migliore attrice protagonista a Glenn Close
- 2019 - Golden Globe[14][15]
  - Migliore attrice in un film drammatico a Glenn Close
- 2018 - Film by the Sea International Film Festival
  - Candidatura per il miglior filmmaker
- 2018 - Gotham Independent Film Awards
  - Candidatura per la miglior attrice a Glenn Close
- 2018 - Hollywood Film Awards
  - Miglior attrice a Glenn Close
- 2018 - San Diego Film Critics Society Awards[16]
  - Migliore attrice a Glenn Close
- 2019 - AACTA International Awards[17]
  - Candidatura per il miglior attrice a Glenn Close
- 2019 - British Academy Film Awards[18][19]
  - Candidatura per la migliore attrice protagonista a Glenn Close
- 2019 - Critics' Choice Awards[20][21]
  - Migliore attrice a Glenn Close
- 2019 - Independent Spirit Awards[22][23]
  - Miglior attrice protagonista a Glenn Close
- 2019 - Satellite Award[24][25]
  - Miglior attrice in un film drammatico a Glenn Close
- 2019 - Screen Actors Guild Award[26][27]
  - Miglior attrice cinematografica a Glenn Close